# Французько-катарські відносини

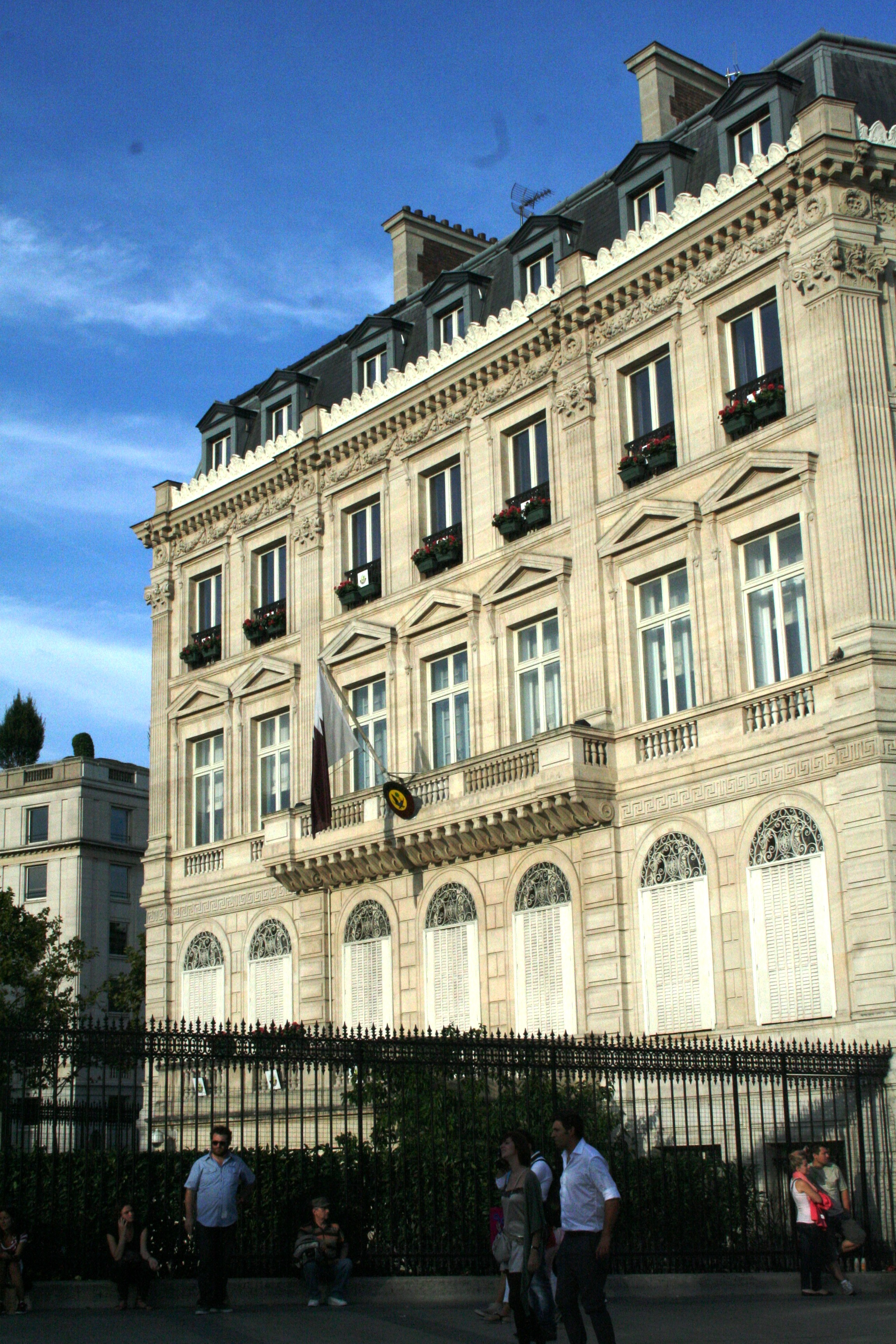
Посольство Катару в Парижі

Французько-катарські відносини — це двосторонні відносини між Францією та Державою Катар. Перше посольство було створене Катаром у Франції у 1972 році, а перша двостороння угода підписана в 1974.

## Історія
Відносини Франції та Катару неофіційно датуються незалежністю Катару 21 вересня 1971 року, коли представник Катару в ООН Хассан Камель виголосив промову про приєднання своєї країни до ООН французькою мовою. Катар створив своє перше посольство у Франції у 1972 році, а перший візит президента до Франції був здійснений у 1974 році.

## Дипломатичне представництво
Катар має посольство у Франції з 1972 року, розташоване в Рю-де-Тільсітт, Париж. Нинішнім послом Катару у Франції є Мешаал бен Хамад Аль Тані. Посольство Франції розташоване в районі Доха Вест-Бей, а його очолює посол Франції в Катарі Ерік Шевальє.

## Дипломатичні візити
Емір Хамад бін Халіфа Аль Тані був першим арабським лідером, який відвідав Францію після того, як Ніколя Саркозі вступив на посаду президента в 2007 році.
22 червня 2013 президент Франції Франсуа Олланд відвідав Доху для обговорення економічних зв'язків між Францією та Катаром. Він також зустрівся з Еміром Хамадом бін Халіфою Аль Тані, щоб обговорити громадянську війну в Сирії.
3 травня 2015 року президент Олланд відвідав Катар, де підписав угоди про співпрацю в галузі цивільної оборони.
Правитель Катару шейх Тамім бін Хамад Аль Тані відвідав президента Франції Еммануеля Макрона у вересні 2017 року для того щоб обговорити катарську дипломатичної кризи. Макрон заявив, що країни повинні скасувати санкції проти громадян Катару. Він також підтвердив підтримку Францією зусиль з кувейтського посередництва та висловив думку про те, що криза шкідлива для стабільності регіону.

## Дипломатичне співробітництво

### Міжнародні організації
Незважаючи на населення Катару, що налічує лише 1 % носіїв французької мови, країну було прийнято до Міжнародної організації де-франкофонії як асоційованого члена у 2012 році. До його повного визнання не потрібно було вступати як держава-спостерігач.

### Політична співпраця
Прагнучи налагодити зв'язки між Катаром та країнами, які розірвали відносини з ним під час катарської дипломатичної кризи, у вересні 2017 року Франція призначила спеціального посланника, який здійснював посередництво між двома сторонами.

### Військова сфера

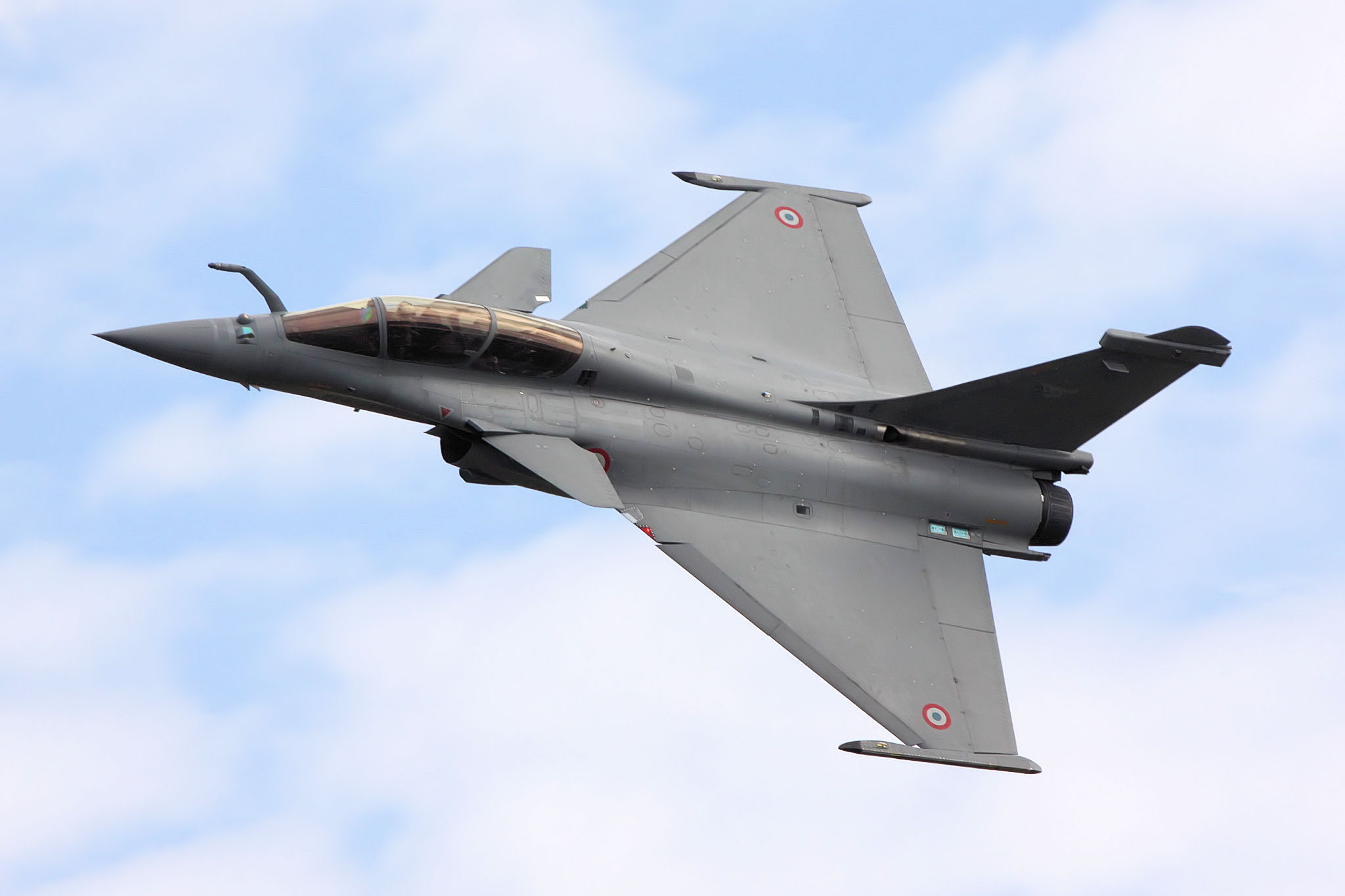
Винищувач Dassault Rafale

Франція та Катар підписали пакт оборони у 1994 році.
У 2009 році приблизно 80 % військової техніки Катару походило з Франції. Франція здійснює військову підготовку спецпідрозділів Катару.
У травні 2015 року президент Франції Франсуа Олланд та емір катару Тамім бен Хамад Аль Тані підписали угоду для Катару про придбання 24 винищувачів Dassault Rafale, які будуть використовуватися для розвідувальних місій.
У березні 2018 року Катар придбав ще 12 винищувачів Dassault Rafale в рамках наявного контрактного варіанту з Dassault Aviation.  Франція доставила перші п'ять літаків Рафале в Катар 5 червня 2019 року — день, який відзначив два роки Катара після економічної та дипломатичної блокади.
У червні 2019 року, коли Катар пройшов два роки за дипломатичним ембарго, країна отримала свою першу п'ятірку з 36 придбаних з Франції винищувачів Rafale. Перший літак був офіційно переданий Катару в лютому 2019 року, але його зберігали у самій Франції до того, як він був доставлений 5 червня 2019 року.

### Бізнес та інвестиції
У 2008 році Франція прийняла закон, який передбачав катарським інвесторам у Парижі певні пільги з оподаткування.
Катар став сьомим за величиною замовником у Франції та шостим найбільшим постачальником на Близькому Сході у 2012 році. Експорт з Франції орієнтований головним чином на постачання капітальних товарів, поставки літаків Airbus та торгівлю.
Катарський інвестиційний орган володів 2-відсотковим пакетом акцій французької медіа-компанії Vivendi на початку 2012 року. Він також володіє часткою Lagardère Group та будівельною компанією Vinci SA.
У 2012 році Катар уклав попередню угоду з Францією про вкладення 50 мільйонів євро в малий бізнес у передмісті Франції. Однак угода викликала критику з боку політичних партій Франції, і, як наслідок, вона була переукладена пізніше того ж року за умови, що вона не буде фінансувати підприємства на основі їх географічного розташування. У червні 2013 року було оголошено нову угоду, у якій було залучено французьку фінансову організацію Caisse des dépôts et Consigitions, а загальна вартість інвестицій збільшилася до 300 мільйонів євро.
11 лютого 2019 року дві країни уклали «стратегічний діалог» для посилення співпраці з питань, що стосуються економіки, енергетики та безпеки.

### Освіта
Французька міжнародна школа Lycée Bonaparte була відкрита в Досі в середині 1970-х.  Ліцей Вольтер, також французька школа, була відкрита в Катарі під керівництвом Ніколя Саркозі в 2008 році. Однак між шкільною радою та Міністерством освіти було порушено декілька питань. Наприклад, Міністерство освіти спробувало маніпулювати навчальною програмою школи, видаливши з однієї з підручників школи розділ, що стосується християнства в середні віки.
HEC Paris, бізнес-школа, стала першою не англійською європейською установою, яка створила філію в місті Education  у червні 2010 року. Також у лютому 2011 року розпочала перше керівництво MBA в Катарі.

### Спорт
Qatar Sports Investment, дочірня компанія Qatar Investment Authority, придбав французький футбольний клуб Парі Сен-Жермен в жовтні 2012 року вартість клубу оцінюється в $ 130 млн і QSI інвестовано ще $ 340 млн у гравців клубу. Розміщена в Катарі beIN Sports придбала права на спільне мовлення Ліги 1 (вища футбольна ліга Франції) у 2014 році.

### Мистецтво і культура
Абдулла бін Халіфа Аль Тані, член королівської сім'ї Катару, придбав готель 17 століття в місті Ламберт за 2007 рік за 88 мільйонів доларів. Він потрапив під шквал критики після спроби реконструювати готель у 2009 році, критики заявляли, що будь-яка реконструкція зашкодить архітектурній спадщині Франції.